# 이미즈군

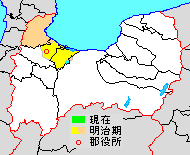
도야마혀 이미즈군의 범위 (하늘색:후에 다른 군에서 편입한 구역 연노랑:후에 다른 군에 편입된 구역)

이미즈군(射水郡)은 일본 도야마현(엣추국)에 있던 군이다.

## 군역
1878년 행정 구역으로 발족 당시의 군역은 대체로 아래 구역에 해당한다.
- 도야마시의 일부
- 다카오카시의 일부
- 히미시
- 이미즈시의 일부

## 역사
- 1878년 12월 17일 - 군구정촌 편제법이 이시카와현에서 시행되면서, 행정 구역으로서의 이미즈군이 발족.
- 1883년 5월 9일 - 이시카와현이 분할되어 도야마현 관할이 됨.
- 1889년 4월 1일 - 시제 시행에 따라 이미즈군의 일부가 분리되어 다카오카시(高岡市)가 발족, 군에서 이탈. 정촌제 시행으로, 일부 마을의 소속이 [도나미군]]으로 변경, 잔여부에 아래의 정촌이 발족.(5정 49촌)

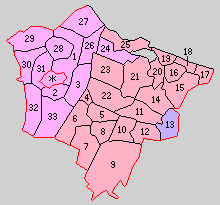
1.가케카이호쓰촌 2.시모제키촌 3.노촌 4.다이몬정 5.후타쿠치촌 6.아사이촌 7.구시타촌 8.미토다촌 9.가나야마촌 10.하시게조촌 11.고스기정 12.구로카와촌 13.오이다촌 14.오고촌 15.시모촌 16.시치미촌 17.우치데혼고촌 18.에비에촌 19.호리오카촌 20.가타구치촌 21.쓰쿠리미치촌 22.오시마촌 23.쓰카하라촌 24.마키노촌 25.신미나토정 26.노마치촌 27.후시키정 28.후타가미촌 29.모리야마촌 30.사이조촌 31.요코타촌 32.사노촌 33.후타쓰카촌 (보라:도야마시 분홍:다카오카시 빨강:이미즈시)

- 가케카이호쓰촌(掛開発村): 현 다카오카시
- 시모제키촌(下関村): 현 다카오카시
- 노촌(野村): 현 다카오카시
- 다이몬정(大門町): 현 이미즈시
- 후타쿠치촌(二口村): 현 이미즈시
- 아사이촌(浅井村): 현 이미즈시
- 구시타촌(櫛田村): 현 이미즈시
- 미토다촌(水戸田村): 현 이미즈시
- 가나야마촌(金山村): 현 이미즈시
- 하시게조촌(橋下条村): 현 이미즈시
- 고스기정(小杉町): 현 이미즈시
- 구로카와촌(黒河村): 현 이미즈시
- 오이다촌(老田村): 현 도야마시
- 오고촌(大江村): 현 이미즈시
- 시모촌(下村): 현 이미즈시
- 시치미촌(七美村): 현 이미즈시
- 우치데혼고촌(打出本江村): 현 이미즈시
- 에비에촌(海老江村): 현 이미즈시
- 호리오카촌(堀岡村): 현 이미즈시
- 가타구치촌(片口村): 현 이미즈시
- 쓰쿠리미치촌(作道村): 현 이미즈시
- 오시마촌(大島村): 현 이미즈시
- 쓰카하라촌(塚原村): 현 이미즈시
- 마키노촌(牧野村): 현 다카오카시
- 신미나토정(新湊町): 현 이미즈시
- 노마치촌(能町村): 현 다카오카시
- 후시키정(伏木町): 현 다카오카시
- 후타가미촌(二上村): 현 다카오카시
- 모리야마촌(守山村): 현 다카오카시
- 사이조촌(西条村): 현 다카오카시
- 요코타촌(横田村): 현 다카오카시
- 사노촌(佐野村): 현 다카오카시
- 후타쓰카촌(二塚村): 현 다카오카시

- 오타촌(太田村): 현 다카오카시
- 미야다촌(宮田村): 현 히미시
- 구보촌(窪村): 현 히미시
- 붓쇼지촌(仏生寺村): 현 히미시
- 후세촌(布勢村): 현 히미시
- 고지로촌(神代村): 현 히미시
- 주니초촌(十二町村): 현 히미시
- 히미정(氷見町): 현 히미시
- 가노촌(加納村): 현 히미시
- 가미쇼촌(上庄村): 현 히미시
- 구마나시촌(熊無村): 현 히미시
- 하야카와촌(速川村): 현 히미시
- 구메촌(久目村): 현 히미시
- 아오촌(阿尾村): 현 히미시
- 야부타촌(藪田村): 현 히미시
- 요카와촌(余川村): 현 히미시
- 이나즈미촌(稲積村): 현 히미시
- 고이시촌(碁石村): 현 히미시
- 야시로촌(八代村): 현 히미시
- 우나미촌(宇波村): 현 히미시
- 메라촌(女良村): 현 히미시

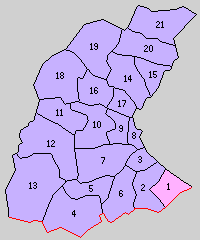
1.오타촌 2.미야다촌 3.구보촌 4.붓쇼지촌 5.후세촌 6.고지로촌 7.주니초촌 8.히미정 9.가노촌 10.가미쇼촌 11.구마나시촌 12.하야카와촌 13.구메촌 14.아오촌 15.야부타촌 16.요카와촌 17.이나즈미촌 18.고이시촌 19.야시로촌 20.우나미촌 21.메라촌 (보라:히미시 분홍:가카오카시)

- 1896년 4월 1일 - 군제 시행에 따라 오타촌, 미야다촌, 구보촌, 붓쇼지촌, 후세촌, 고지로촌, 주니초촌, 히미정, 가노촌, 가미쇼촌, 구마나시촌, 하야카와촌, 구메촌, 아오촌, 야부타촌, 요카와촌, 이나즈미촌, 고이시촌, 야시로촌, 우나미촌, 메라촌의 구역으로 히미군(氷見郡)이 발족.(4정 29촌)
- 1915년 1월 1일 - 우치데혼고촌이 혼고촌(本江村)으로 개칭.
- 1917년 5월 15일 - 가케카이호쓰촌이 다카오카시, 노마치촌, 후타가미촌에 분할 편입.(4정 28촌)
- 1925년 8월 1일 - 시모제키촌이 다카오카시에 편입.(4정 27촌)
- 1928년 6월 1일 - 요코타촌·사이조촌이 다카오카시에 편입.(4정 25촌)
- 1933년 8월 1일 - 후타가미촌이 다카오카시에 편입.(4정 24촌)
- 1940년 12월 1일 - 마키노촌이 신미나토정에 편입.(4정 23촌)
- 1942년
  - 4월 1일 - 후시키정·노마치촌·모리야마촌·노촌·사노촌·후타쓰카촌이 다카오카시에 편입.(3정 18촌)
  - 6월 8일 - 하시게조촌이 고스기정에 편입.(3정 17촌)
  - 10월 2일 - 신미나토정이 다카오카시에 편입.(2정 17촌)
- 1951년
  - 1월 1일 - 다카오카시의 일부가 분리되어, 신미나토정, 마키노촌이 발족.(3정 18촌)
  - 3월 15일 - 신미나토정이 시제 시행으로 신미나토시(新湊市)가 되어, 군에서 이탈.(2정 18촌)
  - 4월 4일 - 마키노촌이 다카오카시에 편입.(2정 17촌)
- 1953년
  - 4월 1일 - 쓰쿠리미치촌·가타구치촌·호리오카촌·에비에촌·시치미촌·혼고촌이 신미나토시에 편입.(2정 11촌)
  - 10월 5일 - 쓰카하라촌이 신미나토시에 편입.(2정 10촌)
  - 11월 15일 - 가나야마촌이 고스기정에 편입.(2정 9촌)
  - 12월 1일 - 오고촌이 고스기정에 편입.(2정 8촌)
- 1954년
  - 3월 1일(2정 3촌)
    - 다이몬정·구시타촌·아사이촌·미토다촌·후타쿠치촌이 합병하여, 새로이 다이몬정이 발족.
    - 오이다촌이 네이군 구레하촌·나가오카촌·사부에촌과 합병하여 네이군 구레하정이 발족, 군에서 이탈.

  - 3월 27일 - 구로카와촌이 고스기정에 편입.(2정 2촌)
- 1959년 4월 1일 - 고스기정이 네이군 이케다촌의 일부를 편입.
- 1969년 4월 1일 - 오시마촌이 정제 시행으로 오시마정(大島町)이 됨.(3정 1촌)
- 2005년 11월 1일 - 고스기정·다이몬정·오시마정·시모촌이 신미나토시와 합병하여 이미즈시(射水市)가 발족. 이날 이미즈군이 소멸됨.

## 참고 문헌
- 《가도카와 일본 지명 대사전》 편집위원회, 편집. (1979년 10월 1일). 《가도카와 일본 지명 대사전》. 16 도야마현. 가도카와 쇼텐. ISBN 4040011600.